# Wielka Brytania na Zimowych Igrzyskach Paraolimpijskich 1992
Wielką Brytanię na Zimowych Igrzyskach Paraolimpijskich w 1992 roku reprezentowało 15 zawodników (14 mężczyzn i 1 kobieta) w 3 dyscyplinach. Zdobyli oni łącznie 5 medali, plasując Wielką Brytanię na 15. miejscu w klasyfikacji medalowej.
Był to piąty występ tego kraju na zimowej paraolimpiadzie.

## Medaliści

### Srebrne medale
| Zawodnik     | Dyscyplina            | Konkurencja                 |
| ------------ | --------------------- | --------------------------- |
| Richard Burt | Narciarstwo alpejskie | Slalom Gigant mężczyzn (B3) |

### Brązowe medale
| Zawodnik          | Dyscyplina            | Konkurencja                   |
| ----------------- | --------------------- | ----------------------------- |
| Richard Burt      | Narciarstwo alpejskie | Supergigant mężczyzn (B3)     |
| Matthew Stockford | Narciarstwo alpejskie | Slalom Gigant mężczyzn (LW10) |
| Matthew Stockford | Narciarstwo alpejskie | Supergigant mężczyzn (LW10)   |
| Matthew Stockford | Narciarstwo alpejskie | Zjazd mężczyzn (LW10)         |

## Wyniki reprezentantów

### Biathlon
Objaśnienie kategorii:
- B1 – osoby niewidome
- B2 – osoby z funkcjonującym wzrokiem na poziomie 3-5%
- B3 – osoby z funkcjonującym wzrokiem poniżej poziomu 10%

#### Osoby niewidome
| Zawodnik      | Konkurencja           | Ilość pudel | Czas    | Pozycja | Źródło |
| ------------- | --------------------- | ----------- | ------- | ------- | ------ |
| Peter Young   | Bieg na 7,5 km (B1)   | 0           | 29:17.2 | 6.      | [ 3 ]  |
| Michael Brace | Bieg na 7,5 km (B1)   | 1           | 37:16.5 | 10.     | [ 3 ]  |
| James Brown   | Bieg na 7,5 km (B2-3) | 0           | 27:16.5 | 13.     | [ 4 ]  |
| James Denton  | Bieg na 7,5 km (B2-3) | 0           | 30:49.7 | 17.     | [ 4 ]  |

### Biegi narciarskie
Objaśnienie kategorii:
- B1 – osoby niewidome
- B2 – osoby z funkcjonującym wzrokiem na poziomie 3-5%
- B3 – osoby z funkcjonującym wzrokiem poniżej poziomu 10%

#### Osoby niewidome

##### Mężczyźni
| Zawodnik                             | Konkurencja            | Czas      | Pozycja | Źródło |
| ------------------------------------ | ---------------------- | --------- | ------- | ------ |
| Peter Young                          | Bieg na 10 km (B1)     | 37:58.3   | 6.      | [ 5 ]  |
| Peter Young                          | Bieg na 30 km (B1)     | 1:47:39.7 | 7.      | [ 6 ]  |
| James Denton                         | Bieg na 10 km (B2)     | 42:44.3   | 16.     | [ 7 ]  |
| James Denton                         | Bieg na 30 km (B2)     | 2:02:50.1 | 16.     | [ 8 ]  |
| James Brown                          | Bieg na 10 km (B3)     | 36:57.7   | 14.     | [ 9 ]  |
| James Brown                          | Bieg na 30 km (B3)     | 1:52:48.1 | 15.     | [ 10 ] |
| James Brown James Denton Peter Young | Sztafeta 3x5 km (B1-3) | 58:56.4   | 5.      | [ 11 ] |

### Narciarstwo alpejskie
Objaśnienie kategorii:
- LW1 – osoby stojące; po amputacji obu kończyn dolnych powyżej kolana lub z osłabieniem siły mięśniowej
- LW2 – osoby stojące; po amputacji kończyny dolnej powyżej kolana
- LW3 – osoby stojące; po amputacji obu kończyn dolnych poniżej kolana, z łagodnym porażeniem mózgowym lub po częściowej amputacji
- LW4 – osoby stojące; po amputacji kończyny dolnej poniżej kolana
- LW5/7 – osoby stojące; po amputacji obu kończyn górnych
- LW6/8 – osoby stojące; po amputacji kończyny górnej
- LW9 – osoby stojące; po częściowej lub całkowitej amputacji jednej kończyny górnej i jednej dolnej
- LW10 – osoby siedzące; paraliż z częściowym lub całkowitym brakiem równowagi w siedzeniu
- LW11 – osoby siedzące; paraliż z dobrze funkcjonującą równowagą w siedzeniu
- B1 – osoby niewidome
- B2 – osoby z funkcjonującym wzrokiem na poziomie 3-5%
- B3 – osoby z funkcjonującym wzrokiem poniżej poziomu 10%

#### Osoby stojące

##### Mężczyźni
| Zawodnik        | Konkurencja                 | Czas    | Pozycja | Źródło |
| --------------- | --------------------------- | ------- | ------- | ------ |
| Michael Hammond | Slalom (LW2)                | 1:26.15 | 9.      | [ 12 ] |
| Jonathan Morris | Slalom (LW2)                | 1:58.12 | 19.     | [ 12 ] |
| Chris Bee       | Slalom (LW6/8)              | 2:28.15 | 13.     | [ 13 ] |
| Graham Nugent   | Slalom (LW1,3,5/7,9)        | 3:43.24 | 15.     | [ 14 ] |
| Michael Hammond | Slalom Gigant (LW2)         | 2:55.24 | 14.     | [ 15 ] |
| Chris Clarke    | Slalom Gigant (LW2)         | 3:17.43 | 18.     | [ 15 ] |
| Chris Bee       | Slalom Gigant (LW6/8)       | 2:56.54 | 9.      | [ 16 ] |
| Graham Nugent   | Slalom Gigant (LW1,3,5/7,9) | DNF     | DNF     | [ 17 ] |
| Michael Hammond | Zjazd (LW2)                 | 1:22.56 | 15.     | [ 18 ] |
| Jonathan Morris | Zjazd (LW2)                 | 1:27.34 | 21.     | [ 18 ] |
| Chris Bee       | Zjazd (LW6/8)               | 1:22.18 | 14.     | [ 19 ] |

#### Osoby siedzące

##### Mężczyźni
| Zawodnik          | Konkurencja          | Czas    | Pozycja | Źródło |
| ----------------- | -------------------- | ------- | ------- | ------ |
| Matthew Stockford | Slalom (LW10)        | 2:13.61 | 4.      | [ 20 ] |
| Philip Brownstein | Slalom (LW11)        | 2:10.17 | 8.      | [ 21 ] |
| Mark Golay        | Slalom (LW11)        | 2:28.74 | 12.     | [ 21 ] |
| Matthew Stockford | Slalom Gigant (LW10) | 3:10.70 | brąz    | [ 22 ] |
| Brian Harding     | Slalom Gigant (LW10) | DNF     | DNF     | [ 22 ] |
| Philip Brownstein | Slalom Gigant (LW11) | 3:24.20 | 7.      | [ 23 ] |
| Mark Golay        | Slalom Gigant (LW11) | DNF     | DNF     | [ 23 ] |
| Matthew Stockford | Supergigant (LW10)   | 1:48.19 | brąz    | [ 24 ] |
| Brian Harding     | Supergigant (LW10)   | 2:00.95 | 5.      | [ 24 ] |
| Philip Brownstein | Supergigant (LW11)   | 1:49.88 | 10.     | [ 25 ] |
| Matthew Stockford | Zjazd (LW10)         | 1:32.46 | brąz    | [ 26 ] |
| Brian Harding     | Zjazd (LW10)         | DNF     | DNF     | [ 26 ] |
| Philip Brownstein | Zjazd (LW11)         | 1:32.47 | 8.      | [ 27 ] |
| Mark Golay        | Zjazd (LW11)         | 1:36.36 | 9.      | [ 27 ] |

##### Kobiety
| Zawodniczka         | Konkurencja             | Czas    | Pozycja | Źródło |
| ------------------- | ----------------------- | ------- | ------- | ------ |
| Christine Blackmore | Slalom (LW10-11)        | 2:32.09 | 4.      | [ 28 ] |
| Christine Blackmore | Slalom Gigant (LW10-11) | DNF     | DNF     | [ 29 ] |
| Christine Blackmore | Supergigant (LW10-11)   | 2:31.00 | 5.      | [ 30 ] |
| Christine Blackmore | Zjazd (LW10-11)         | 1:53.08 | 5.      | [ 31 ] |

#### Osoby niewidome

##### Mężczyźni
| Zawodnik     | Konkurencja        | Czas    | Pozycja | Źródło |
| ------------ | ------------------ | ------- | ------- | ------ |
| Richard Burt | Slalom Gigant (B3) | 2:41.06 | srebro  | [ 32 ] |
| Richard Burt | Supergigant (B3)   | 1:38.16 | brąz    | [ 33 ] |